# Т-Банк
«Т-Банк» (до 5 июня 2024 года «Тинько́фф Банк») — российский коммерческий банк, сфокусированный полностью на дистанционном обслуживании, не имеющий розничных отделений. 
«Тинькофф-Банк» являлся крупнейшим в мире онлайн-банком по количеству клиентов на август 2019 года. Занимает 9-е место по размеру активов среди банков в Российской Федерации (на июнь 2024 года — 2,7 трлн рублей). Штаб-квартира банка расположена в Москве. На сентябрь 2020 года «Тинькофф Банк» был третьим среди российских банков в секторе розничных продуктов по востребованности у населения. Клиентами банка являются 50 млн человек (на апрель 2025 года). В октябре 2021 года банк был включён ЦБ России в перечень системно значимых кредитных организаций благодаря росту банка выше среднерыночного показателя и размеру клиентской базы. С 2023 года из-за вторжения России на Украину «Т-Банк» находится под санкциями стран Евросоюза, США, Великобритании, Канады, Швейцарии и отключён от SWIFT

## Модель бизнеса
«Тинькофф Банк» — полностью онлайн-банк: у него нет собственных отделений. Основной продукт для физических лиц — кредитные и дебетовые карты, а также вклады. Банк также предлагает выпуск кобрендовых карт, целевые кредиты на покупки в обычных и интернет-магазинах.
В 2015 году была запущена ипотечная платформа «Тинькофф Ипотека», где банк в обмен на комиссию по факту сделки выполнял функцию брокера между заёмщиками и пулом банков-партнёров (Абсолют, Банк жилищного финансирования, Восточный, Дельтакредит, Дом.рф, Металлинвестбанк, СМП банк, Уралсиб и Юникредит банк). 24 мая 2019 года было объявлено о закрытии сервиса, который будет принимать заявки до 31 мая и обслуживать прежних клиентов до 31 августа. За время существования сервиса им воспользовался 1 млн человек, годовая сумма ипотечных кредитов составляла 25 млрд. Представители банка косвенно называли причиной закрытия сервиса государственные банки, которые благодаря своим возможностям (в 2018 году на них приходилось 80 % всего рынка ипотеки, а 56 % — на долю «Сбербанка») предоставляли более дешёвые кредиты.
В октябре 2016 года «Тинькофф Банк» запустил сервис «Тинькофф Инвестиции» совместно с БКС-брокер. В марте 2018 года «Тинькофф Банк» получил брокерскую и депозитарную лицензии, 15 мая платформа была перезапущена уже на его базе. Клиентам онлайн доступны операции с акциями, облигациями, ИИС.
Индивидуальным предпринимателям и юридическим лицам банк предлагает расчётно-кассовое обслуживание, корпоративные карты, зарплатный проект, торговый и интернет-эквайринг, POS-кредитование, банковские гарантии и кредиты, онлайн-кассы, бесплатный сервис по ведению бухгалтерии и конструкторы сайтов и документов.
В 2018 году банк занимал второе место по объёму портфеля кредитных карт на российском рынке. На 1 октября 2018 года его доля составила 11,4 %.
Банк широко использует системы автоматизации для совершенствования бизнес-процессов: голосовую идентификацию для защиты от мошенников и ускорения работы колл-центра, а также технологии обработки «больших данных», в том числе данных из социальных сетей, для прогнозирования рисков с возвратом задолженности.

## История
До 2006 года «Химмашбанк» был небольшим кэптивный банком, занимавшимся обслуживанием предприятий из химической и фармацевтической отрасли.
В 2006 году этот банк был куплен Олегом Тиньковым и переименован в «Тинькофф Кредитные Системы». По словам Тинькова, он заинтересовался моделью дистанционного обслуживания американского банка Wells Fargo и монолайнера Capital One, специализирующегося на банковских картах. Вместе с консультантами из Boston Consulting Group он пришёл к выводу, что модель дистанционного кредитного банка может работать и в России. Предприниматель вложил в открытие «банка без отделений» 70 млн долларов США из своего восьмидесятимиллионного состояния.

### 2007
На старте банк обратился к прямой адресной рассылке предложений оформления кредитных карт. В числе получателей писем оказались клиенты компаний-партнёров банка — страховых компаний, автомобильных дилеров, операторов сотовой связи. Только за 2008 год банк отправил более 8 миллионов приглашений, а в целом кампания продолжалась до 2010 года. Положительный ответ на письма дали от 1,5 до 3 % получателей.
Первым в капитал «Тинькофф Кредитные Системы» вошёл международный инвестиционный банк Goldman Sachs. Осенью 2007 года этот финансовый институт приобрёл 10 % акций банка Тинькова за 9,5 миллионов долларов (что соответствует оценке всего банка в 95 миллионов).
Кроме того, на должность президента банка перешёл Оливер Хьюз, руководивший ранее российским представительством Visa.

### 2008
В 2008 году начал работу интернет-банк «Тинькофф Кредитные Системы». В мае в число инвесторов банка вошёл фонд Vostok Nafta, который приобрёл пятнадцатипроцентную долю за 30 миллионов долларов (соответственно, оценка всего банка достигла 200 миллионов).

### 2009

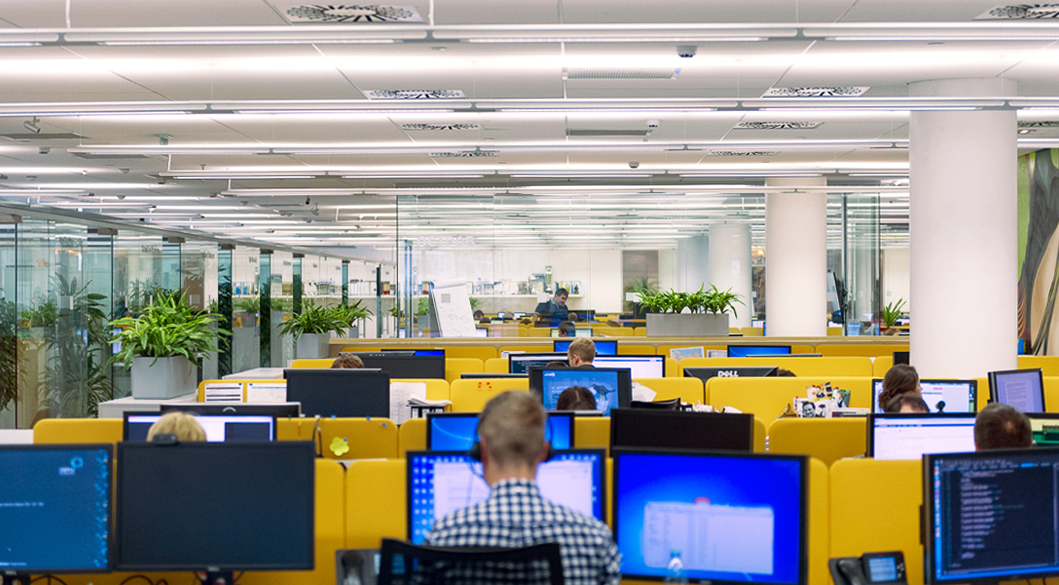
Сотрудники банка за работой

В 2009 году «Тинькофф Кредитные Системы» начал приём вкладов и выпуск дебетовых карт, а также запустил реферальную программу для клиентов с хорошей кредитной историей, выплачивая им вознаграждение за привлечение новых заёмщиков. Банк прекратил эмиссию пластиковых карт Visa и сосредоточился на сотрудничестве с системой MasterCard, предложившей лучшие условия работы (выпуск карт Visa был возобновлён в конце 2012 года).
Кроме Тинькова, контролировавшего основной пакет акций, в 2009 году среди совладельцев были Goldman Sachs с 15 %, а также шведский фонд Vostok Nafta Investments с 15,2 %. Несмотря на экономический кризис, банк продемонстрировал значительный рост прибыли по итогам года.

### 2010
В 2010 году должность вице-президента по маркетингу банка занял Олег Анисимов, бывший главный редактор журнала «Финанс», колонку в котором Олег Тиньков вёл с 2007 года. Вместе с Анисимовым Тиньков выпустил книгу «Я такой как все» и цикл передач «Бизнес-секреты с Олегом Тиньковым». В ноябре 2013 года Олег Анисимов покинул банк, объяснив это необходимостью отдыха после 19 лет непрерывной работы.
Кроме того, банк представил возможность заказа карт через интернет-сайт с доставкой курьером. В том же году карта «Тинькофф Кредитные Системы» заняла пятое место в составленном российским Forbes рейтинге кредитных карт.

### 2011
В 2011 году «Тинькофф Кредитные Системы» представил мобильный банк для смартфонов с операционными системами iOS и Android (версия для Windows 8 появилась год спустя).
В апреле банк сообщил о приобретении прав на песню Виктора Цоя и группы «Кино» «Дальше действовать будем мы», выпущенной в альбоме «Группа крови» в 1988 году. Песня прозвучала в рекламном ролике банка, а её рефрен был утверждён в качестве слогана компании.
Общая оценка банка составила 300 миллионов долларов.

### 2012
В мае в капитал банка вошёл фонд Baring Vostok Capital Partners, проинвестировавший 50 миллионов долларов за 8 % компании. Оценка банка достигла 625 миллионов долларов.
В октябре фонд Emerging Europe Growth Fund II, находившийся под управлением Horizon Capital, приобрёл 4 % «Тинькофф Кредитные Системы» за 40 миллионов долларов при общей оценке банка в один миллиард.

### 2013
В марте был анонсирован новый продукт — ALL Airlines. Участники рынка предполагали, что им может стать авиакомпания-лоукостер, однако 11 апреля была представлена кредитная карта с возможностью накопления миль, не зависящих от бонусных программ авиакомпаний.
Первичное публичное размещение акций банка на Лондонской бирже в октябре 2013 года вошло в число крупнейших российских сделок года по версии Forbes. В роли организаторов размещения и букраннеров выступили Goldman Sachs, Morgan Stanley, Sberbank CIB, букраннеров — JPMorgan Chase и «Ренессанс капитал», агентом при размещении стали Pareto Securities AB. Помимо Олега Тинькова, среди акционеров на момент IPO были: фонд Vostok Nafta (13,32 %), инвестбанк Goldman Sachs (12,41 %), фонд Baring Vostok (8 %), а также менеджмент (1,14 %)
Для торгов были представлены 34,3 % акций банка на 1,087 миллиарда долларов при общей оценке банка в 3,2 миллиарда. Обычно банки оцениваются незначительно выше капитала, а «Тинькофф Кредитные Системы» торговался с оценкой в восемь раз превышавшей собственный капитал банка. Такое соотношение характерно для технологических компаний, оценка которых основана на ожидаемой прибыли.
Олег Тиньков сохранил 50,9 % акций и контроль над компанией. IPO удвоило состояние Тинькова, благодаря чему он оказался на 1210-м месте в мировом списке Forbes с состоянием 1,4 миллиарда долларов. За сделку российский Forbes присвоил Тинькову звание «Пионер года» в рейтинге предпринимателей по итогам года. Фонд Vostok Nafta вышел из капитала банка, получив 232 миллиона долларов за 8,6 % акций. Большую часть акций продал инвестиционный банк Goldman Sachs.
15 ноября 2013 года депутат Государственной думы от «Справедливой России» Анатолий Аксаков, председатель комитета по финансовому рынку и депутат от «Единой России» Наталья Бурыкина и сенатор Николай Журавлёв предложили поправки к закону «О потребительском кредитовании», из которых следовал запрет на дистанционную выдачу банковских карт. Вечером того же дня Аксаков сообщил об ошибке, допущенной в тексте законопроекта (и придающей ему запретительный характер), но за прошедшее с момента публикации время акции «Тинькофф Кредитные Системы» потеряли 26,86 % стоимости.
Аксаков объяснил случившееся технической ошибкой. В то же время обсуждалась версия, что банк стал целью атаки неизвестной стороны, заработавшей на резком изменении котировок. Эту же версию разделял бывший управляющий директор банка «КИТ Финанс» и экономический обозреватель Леонид Бершидский, сравнивший инцидент с другими случаями, когда предложенные депутатами непродуманные законопроекты приводили к падению стоимости акций конкретных публичных компаний.
Российский Forbes внёс потерю миллиарда долларов стоимости банка в список крупнейших биржевых падений года. Тем не менее по итогам 2013 года банк занимал 834-е место в мировом рейтинге Top 1000 World Banks издания The Banker. Издание также поставило его на первое место в России, второе в мире по росту капитала (307 %) и третье в России по рентабельности (7,8 %).
В результатах проведённого Markswebb Rank&Report исследования удобства и функциональности российских интернет-банков 2013 года «Тинькофф Кредитные Системы» оказался на 6 месте.

### 2014
В марте сайт банка «Тинькофф Кредитные Системы», а также сайты «Альфа-банка», «Промсвязьбанка», изданий «Аргументы и факты» и «Комсомольская правда» и «Интерфакса», сайт «Лаборатории Касперского», «Хабрахабр», RuTracker.org и другие ресурсы стали объектами DDoS-атаки c целью вымогательства. Олег Тиньков публично отказался платить хакерам и пообещал привлечь их к ответственности. Служба безопасности банка самостоятельно нашла инициатора атаки и передала информацию правоохранительным органам. В ноябре хакер был задержан.
В 2014 году банк рассматривал возможность приобретения стартапов из финансовой сферы: решения для оплаты штрафов «Штрафы ГИБДД» и платёжного сервиса uBank. Однако проекты настаивали на значительно бо́льшей оценке (банк предлагал за них 3 и 15 миллионов долларов соответственно). Впоследствии банк разработал необходимые программные решения собственными силами.
На фоне кризиса в банковской системе из-за экономического кризиса, начавшегося в России в 2014 году, акции банка на негативных ожиданиях к ноябрю «просели» с 17,5 долларов до 3,25 доллара за штуку. В июне банк сообщал о намерении основных акционеров выкупить около 4 % акций по мере их появления на рынке (при стоимости около 6,32—6,26 доллара), в ноябре Олег Тиньков предположил возможность делистинга ценных бумаг банка и превращения его в частную компанию.
Связанные с украинскими событиями 2014 года санкции напрямую не затронули банк, но он пострадал от общего ухудшения экономической ситуации в стране и роста просроченной задолженности. Был снижен уровень одобрения новых карт до 15 % при сохранении низких первоначальных кредитных лимитов. Банк начал развивать собственную службу взыскания, так как оказалось экономически выгоднее удерживать просроченные кредиты на балансе и самостоятельно работать с должниками, чем продавать долги коллекторам.
Банк увеличил расходы на резервы на 62 %, до 15,8 млрд рублей, что снизило чистую прибыль за 2014 год на 41 %, до 3,4 млрд рублей. Тем не менее, по итогам года общий объём кредитного портфеля вырос на 12,8 %, до 93,9 млрд рублей. Кроме того, банку удалось нарастить объём депозитов на фоне общего снижения вкладов среди российских банков. Комиссионный доход от новых направлений бизнеса составил 300 млн рублей. В декабре 2014 года банк выплатил акционерам промежуточные дивиденды, прежде запланированные на 2016 год.

### 2015
В мае 2015 года была запущена ипотечная платформа по привлечению клиентов для банков-партнёров: «Тинькофф Банк» привлекает клиентов и помогает им подготовить документы и провести ипотечную сделку. Первыми партнёрами стали «Дельта Кредит», «Транскапиталбанк», «Банк жилищного финансирования», «Интеркоммерц», позднее к ним присоединился «Абсолют Банк». Банк получает комиссию от банка-партнёра по факту сделки, при этом для клиента сервис бесплатный.
Банк трижды (в июне, июле и октябре) выкупал у «Связного банка» портфели кредитных карт на общую сумму 6,43 млрд рублей. Незадолго до третьей сделки Олег Тиньков допустил возможность покупки кредитных портфелей других банков на сумму до 20 млрд рублей.
В августе же банк выпустил мессенджер с функцией мгновенных денежных переводов MoneyTalk. В том же месяце банк стал новым партнёром бонусной программы «Связной клуб».
В октябре банк объявил о планах запустить брокерские услуги в мобильном приложении и на сайте банка. Партнёром выступает подразделение финансовой группы БКС «БКС Брокер».
В первом квартале на финансовые результаты банка оказывали рост стоимости фондирования, поскольку банк копил ликвидность к выплате евробондов и поднял ставки по депозитам в декабре 2014 вслед за резким повышением ключевой ставки ЦБ. Результатом стал первый с 2010 года чистый убыток в размере 193 млн рублей, при этом банк показал операционную прибыль в 85 миллионов рублей до учёта курсовых разниц. По итогам первого полугодия «Тинькофф Банк» нарастил кредитный портфель на 2,6 % и оказался одним из двух российских розничных банков, получивших прибыль (655 миллионов рублей по РСБУ и 203 миллиона по МСФО). 18 сентября банк выплатил последний транш трёхлетних еврооблигаций на общую сумму 250 млн долларов. В третьем квартале банк заработал 0,7 млрд рублей (по МСФО). По данным отчётности по МСФО за 2015 год, годовая прибыль банка составила 1,9 млрд рублей. Общий объём кредитного портфеля увеличился на 7,6 % и составил 101 млрд рублей. Комиссионный доход от новых направлений бизнеса увеличился в 4,5 раза и достиг 1,37 млрд рублей.

### 2016
В январе стало известно, что банк в конце 2015 года закрыл сделку по покупке трёх этажей общей площадью 8 тысяч м2 в МФК «Водный» рядом с метро «Водный стадион». Там разместилась штаб-квартира. Другой значимой сделкой стал выкуп с биржи 4 % акций (1,69 млн GDR) на сумму около 5,16 миллиона долларов, которые банк распределил в марте среди 50 сотрудников компании.
В январе банк обновил приложение для Android, внедрив опцию бесконтактной оплаты по NFC, а также выпустил приложение «С карты на карту — быстрые переводы денег» для Windows 8.1 и Windows 10. В феврале была масштабирована технология MoneyTalk и запущен неофициальный клиент мессенджера Telegram с функцией денежных переводов между его пользователями.
В марте Google и «Тинькофф Банк» начали эмитировать совместную банковскую карту с начислением бонусов для покупок в Google Play.
В феврале банк запустил бета-версию сайта для предпринимателей, в апреле открыл на базе Tinkoff.ru «финансовый маркетплейс», которым могут воспользоваться и клиенты сторонних банков. 1 июля банк стал соучредителем российского консорциума по изучению и внедрению блокчейн-технологий. С октября на сайте банка заработал сервис «Тинькофф Инвестиции», предназначенный для инвестиций частных лиц в акции и облигации.
Чистая прибыль группы банка «Тинькофф Банк» по МСФО достигла 4,4 млрд рублей, в том числе во втором квартале — 2,5 млрд рублей. Объём кредитного портфеля банка за полугодие увеличился на 9,8 % и составил 111 миллиардов рублей, объём клиентских средств на счетах за этот же период вырос на 13,8 %, до 101,7 миллиарда рублей. Доля неработающих кредитов (NPL) в кредитном портфеле снизилась до 10,9 %. Отчётность за первый квартал выше ожиданий рынка привела к росту цен на глобальные депозитарные расписки (GDR) на Лондонской фондовой бирже (на 16,22 %, до 5,48 доллара за бумагу). По итогам первого квартала банк направил на выплаты дивидендов 2,51 млрд рублей. По итогам 2016 года группа, в которую входят «Тинькофф Банк» и «Тинькофф Страхование», прогнозирует рост прибыли в 4 раза, до 7—8 миллиардов рублей. 23 июня банк закрыл книгу заявок на приобретение биржевых облигаций объёмом 3 миллиарда рублей с итоговой ставкой купона в размере 11,7 % годовых.

### 2017
4 июля 2017 года банк открыл свой первый собственный банкомат, до этого использовались только банкоматы партнёров. Произошедшее объяснялось развитием расчётной системы банка и потребностями клиентов. 22 августа в Москве начала работу первая сеть из 28 собственных банкоматов, в течение августа-сентября планировалось установить «несколько сотен» банкоматов в Санкт-Петербурге, Екатеринбурге, Челябинске, Перми, Казани, Нижнем Новгороде, Краснодаре, Ростове-на-Дону, Сочи, Самаре, Уфе, Саратове, Омске, Красноярске, Воронеже и Новосибирске.
В октябре 2017 года «Тинькофф Банк» приобрёл 55 % акций CloudPayments. Сумма сделки составила 290 млн рублей.
В октябре 2017 года банк на два года подписал рекламный контракт с телеведущим Иваном Ургантом, а также договор о спонсорской поддержке программам «Первого канала» «Голос» и «Вечерний Ургант».

### 2018
В марте 2018 года банк получил лицензию профучастника рынка, позволяющую оказывать брокерские и депозитарные услуги.
В июле 2018 года «Тинькофф Банк» запустил страховую услугу «Защита карты», благодаря которой гарантируется возмещение денежных средств, списанных со счёта банковской карты в результате несанкционированных действий третьих лиц.
В 2018 году банк начал выпуск карты для детей «Тинькофф Junior» вслед за подобными картами «Сбербанка», «Райффайзенбанка» и банка «Почта Банк». Специалисты поясняют, что банковские карты для детей — эффективный способ привлечь клиентов на будущее: взрослый человек предпочтёт банк, которым пользовался в детстве.

### 2019
В марте 2019 года TCS Group (холдинговая компания «ТБанк» и «Тинькофф страхования») продаёт на рынке через процедуру ускоренного сбора заявок (ABB) около 4,2 % TCS Group рыночной стоимостью 150 млн долларов. По итогам размещения доля продающего акционера (через Altoville и других юридических лиц) в TCS Group сократилась с 48,3 % до 43,8 %. Таким образом, компания продала около 4,5 % акций холдинга.
В мае Тинькофф запустил собственное онлайн-агентство путешествий.
В мае 2019 года «ТБанк» приобрёл дополнительные 35 % акций CloudPayments. В августе того же года сооснователь CloudPayments Константин Ян предложил Тинькофф выкупить его долю акций. В итоге доли распределились следующим образом: группе Тинькофф принадлежит 95 %, генеральному директору CloudPayments Дмитрию Спиридонову — 5 %. Изменений для партнёров CloudPayments не произошло. Платёжный сервис продолжает работать под собственным брендом и не предполагает значимых операционных изменений.
13 июня 2019 года был запущен голосовой помощник «Олег», который будет помогать в сфере финансов и lifestyle-услуг.
В июне «Тинькофф» объявил о запуске собственной управляющей компании «Тинькофф Капитал», которая на первом этапе работы будет предлагать клиентам собственные биржевые фонды Тинькофф.
В июле TCS Group Holding в рамках вторичного предложения акций дополнительного (SPO) разместила 16,7 млн глобальных депозитарных расписок (одна расписка представляет одну акцию класса А) по цене 18 долларов за одну расписку, привлекла чуть больше 300 млн долларов.
В 2019 году группа компаний «Тинькофф» выпустила приложение, направленное стать персональным помощником не только в банковской сфере. Приложение основано на банковском и построено по принципу маркетплэйса, где поставщики предлагают свои услуги клиентам. Там можно записаться на приём к врачу, в салоны красоты, заказать уборку и другие услуги. На конец 2019 года такие услуги доступны жителям крупных городов, но география будет расширяться. Разработчики позиционируют этот продукт как «суперприложение», подобное китайскому WeChat, хотя для этого у «ТБанк» относительно мала аудитория. Особенность приложения — голосовой помощник, причём, вопреки общей тенденции «феминизации» голосовых сервисов, голосовой помощник «Олег» говорит голосом мужчины 25-30 лет.

### 2020
2 апреля 2020 года Олег Тиньков ушёл с поста председателя совета директоров банка, его представитель сообщил, что это решение О. Ю. Тиньков принял из-за проблем со здоровьем.
В апреле 2020 года банк зарегистрировал торговую марку «AI Bank», из-за чего появились слухи о ребрендинге, тем более, что регистрация нового товарного знака практически совпала с уходом Олега Тинькова из правления банка. Однако по сообщениям представителей банка, руководство банка не планирует ребрендинг, а новая торговая марка зарегистрирована по плану развития «банкинга с искусственным интеллектом» (аббревиатура «AI» расшифровывается как «artificial intelligence»).
В сентябре стало известно о договорённости по покупке банка и всей группы TCS Group интернет-компанией «Яндекс» за 5,5 млрд долларов, однако в октябре было объявлено об отказе от сделки. По словам Олега Тинькова, это он был инициатором отмены сделки, потому что Яндекс просто хотел купить компанию, а не объединяться путём роста клиентской базы и построения синергии.

### 2021
22 июля 2021 года стало известно о продаже кипрским холдингом TCS Group принадлежащей ему доли в капитале российского национального билетного оператора «Кассир.ру».
В ноябре 2021 года группа «Тинькофф» приобрела 51 % в компании «Джаст лук» — разработчике финтех-сервиса для автоматизации расчётов и взаимодействия с внештатными исполнителями Jump.Finance.
В декабре 2021 года Олег Тиньков в фильме журналиста Андрея Лошака «Он такой один» назвал причины срыва сделки по продаже банка «Яндексу». Предприниматель убеждён в том, что менеджмент IT-компании испугался его и стал убеждать сооснователя «Яндекса» Аркадия Воложа в отказе от покупки. Одной из причин срыва договорённостей Тиньков также считает подорожание акций его банка.
К 2022 году семья Тиньковых владела 35,1 % TCS Group через швейцарский траст Rigi (ещё 6,5 % владел менеджмент банка, остальные 58,4 % обращались на бирже).

### 2022
В январе 2022 года стало известно, что TCS Group купила швейцарский криптовалютный сервис Aximetria. В этом же месяце TCS Group объявила об открытии Tinkoff Global PTE в Сингапуре.
24 января было объявлено, что с 1 февраля банк отменит постоянный 1%-й кэшбэк на все покупки. Его добавят к повышенным категориям кэшбэка на выбор. Также можно будет выбирать четыре из семи предложенных категорий повышенного кэшбэка вместо трёх из шести, а с подпиской Tinkoff Pro/Tinkoff Premium/Tinkoff Private число предложенных категорий увеличивается до восьми. По заявлению «Тинькофф Банка», подобное решение «даст пользователю больше свободы».
22 апреля банк снизил кэшбэк по дебетовой карте Tinkoff Black и кредитной карте Tinkoff Platinum до 0,5 % на большинство MCC-кодов в связи с решением Центробанка РФ о понижении размера комиссий, получаемой банками за оплату картами некоторых товаров и услуг, которое действует до 31 августа. В тот же день на фоне антивоенных заявлений Олега Тинькова банк объявил о ребрендинге и смене названия, пожелав Олегу Тинькову «удачи и скорейшего выздоровления».

28 апреля группа «Интеррос» приобрела 35 % акций TCS Group Holding. Президент компании «Интеррос» Владимир Потанин заявил следующее:
«Интеррос» как долгосрочный финансовый инвестор заинтересован в том, чтобы Группа «Тинькофф» и впредь занимала лидирующие позиции на банковском рынке РФ. Мы рассчитываем, что участие «Интерроса» как нового акционера в капитале в сочетании с уникальным опытом управляющей команды Группы «Тинькофф» станут хорошим импульсом для дальнейшего развития бизнеса Группы, создадут добавленную стоимость для всех акционеров, обеспечат ещё более современный и высококлассный сервис для её клиентов.
По заявлению Олега Тинькова, сделка была проведена под давлением властей и угроз Кремля национализировать банк, а сам бизнесмен получил 3 % реальной стоимости доли. «Я не мог торговаться. Это состояние заложника — берешь то, что тебе предлагают, я не мог договориться» — заявил Тиньков.
27 декабря 2022 года «Тинькофф банк» сообщил об установке первого банкомата собственной разработки и производства, в комплектации которого использованы как российские, так и зарубежные комплектующие.

### 2023
В январе 2023 года СМИ сообщили, что группа «Тинькофф» планирует начать развитие лизингового бизнеса «без офисов», который должен возглавить бывший генеральный директор «Европлана» Александр Михайлов. В середине апреля группа, действительно, создала лизинговую компанию «Т-Лизинг», руководителем которой был назначен Александр Михайлов.
14 июня 2023 года в «Тинькофф» заявили, что банк открывает свой частный университет — Центральный университет, который будет работать на STEM-модели (Science, Technology, Engineering, Mathematics). Программа бакалавриата стартует в сентябре 2023 года.
С весны 2023 года компания изучала особенности перерегистрации с Кипра в Россию. В ноябре акционеры TCS Group на общем годовом собрании одобрили новый состав совета директоров и существенно изменили устав компании, что может упростить смену юрисдикции. Вопрос перерегистрации будет рассмотрен на внеочередном собрании 8 января 2024 года.

### 2024
В конце января 2024 года Тинькофф перестал владеть криптовалютным сервисом Aximetria. Доля криптобиржи, ранее принадлежавшая TCS Group, перешла швейцарской консалтинговой компании Red Circle AG.
В феврале 2024 года Тинькофф банк сменил логотип — прежнюю эмблему на основе герба рода Тиньковых заменило жёлтое поле в форме щита с чёрной буквой «Т».

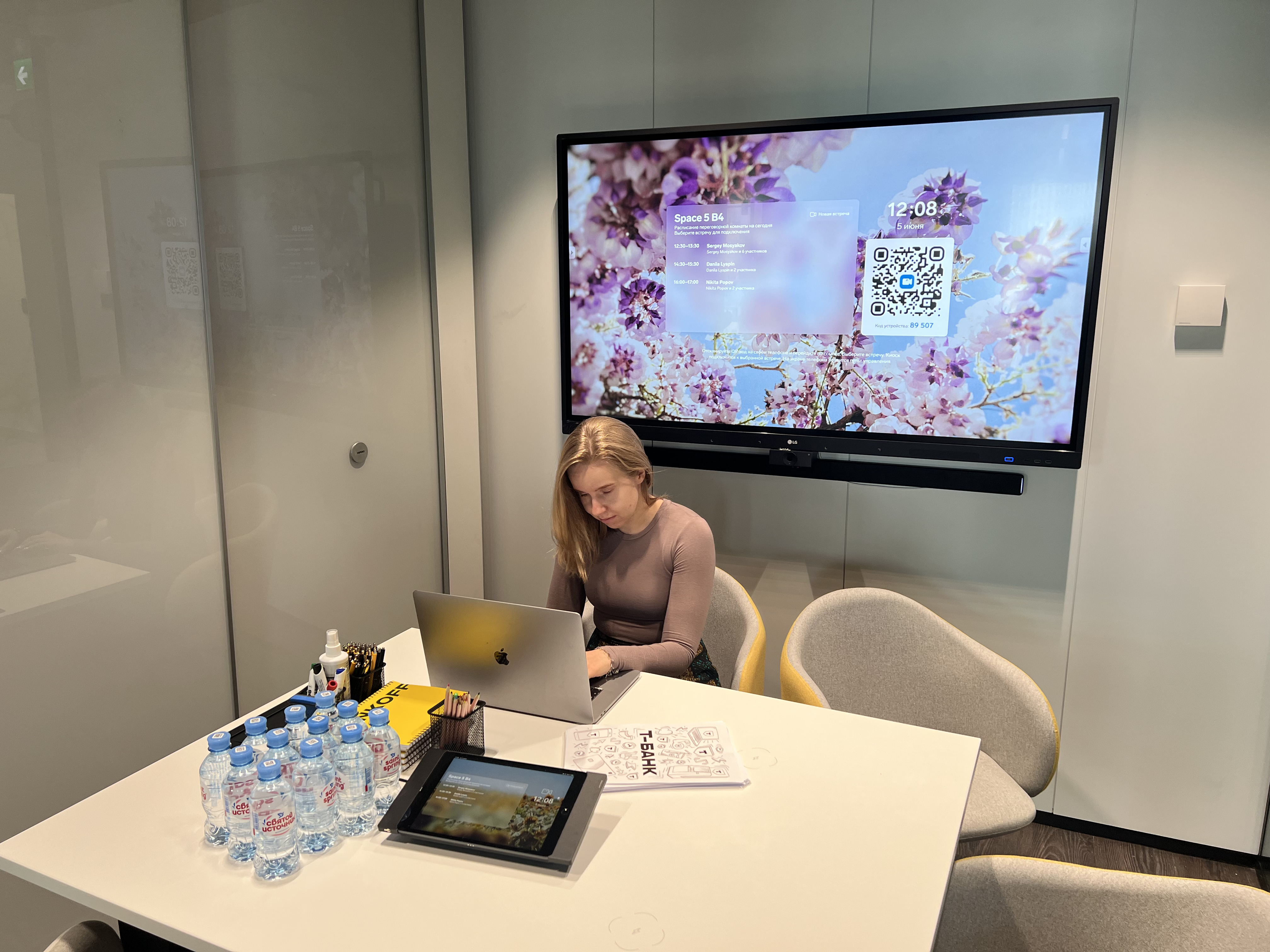
Интерактивные переговорные в офисе Т-Банк

В мае 2024 года банк официально запустил платформу «Тинькофф возврат». Бесплатный сервис позволяет оспаривать ошибочные, неудачные или мошеннические транзакции. Платформа работала в тестовом режиме с 2023 года, за это время клиентам было возвращено около пяти миллионов рублей.

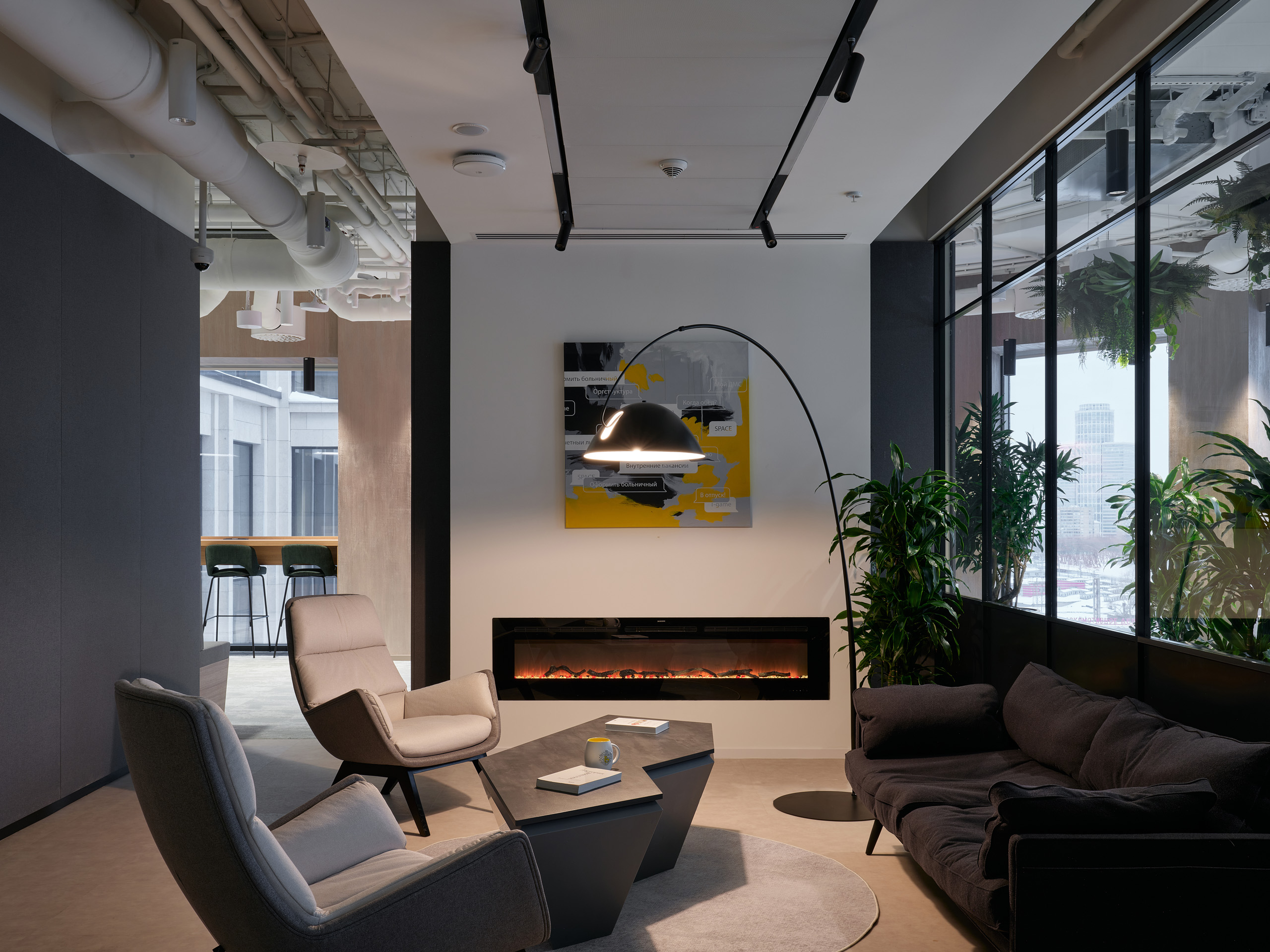
Интерьер нового офиса на Белорусской

5 июня 2024 года банк провёл ребрендинг и получил название «Т-Банк». Официально сообщалось, что решение о переименовании было связано с необходимостью упрощения имени и объединения всех продуктов лаконичным брендом.
О подготовке ребрендинга банк сообщал после того, как Олега Тинькова внесли в реестр иностранных агентов из-за его высказываний против вторжения России в Украину. Олег Тиньков в интервью телеканалу «Дождь» заявил, что банк переименовали из-за давления администрации президента РФ. По его словам, «банк неудачно переименовали: им надо было назваться Z-банк, это было бы намного круче... Z-банк — это отражение сегодняшнего „Тинькофф“».
21 июля 2024 года банк открыл доступ к собственной языковой модели T-lite, имеющей 8 млрд параметров. Подразделение компании по разработке ИИ (T-Bank AI Research) совместно с Центральным университетом создали лабораторию Omut AI для разработки инновационных решений в сфере безопасности ИИ.
16 августа 2024 года головная структура группы – «ТКС Холдинг» — приобрела 91,9% акций «Росбанка», доведя свой пакет до 99,4%. 1 января 2025 года было объявлено о завершении присоединения «Росбанка» к «Т-Банку» в формате филиала.
С 16 августа 2024 года Т-Банк начал выдавать свои карты в МФЦ Луганска.

### 2025
В июле 2025 года Т-Банк выпустил большую языковую модель T-Pro 2.0 с гибридным режимом рассуждений на открытом исходном коде.

## Розничные продукты
Основные продукты банка — кредитная карта Platinum, дебетовая кэшбэк-карта Black, кредитная карта All Airlines с возможностью накопления бонусных миль авиакомпаний, а также вклады. Как для кредитных, так и для дебетовых карт банк предусматривает выпуск дополнительных платёжных карт с 2008 года.
К марту 2015 года «Тинькофф Банк» выпустил 5 миллионов карт, включая 3,5 миллиона активированных кредитных карт, и открыл более 400 тысяч счетов-вкладов. С марта 2015 года по февраль 2016 число дебетовых карт выросло с 400 тысяч до миллиона.
За 2015 год «Тинькофф Банк» выпустил 651 тысячу кредитных карт, за полгода 2016—460 тысяч. По результатам первого квартала 2016 года банк занимал второе место на рынке кредитных карт с долей 8,7 % (89,8 млрд рублей). В рэнкинге «Интерфакс-100» за 2016 год банк занимал 30-е место по объёму привлеченных средств физлиц и 17-е место по объёму розничного кредитного портфеля.
Согласно ренкингу Банка России, в 2024 году по удельному числу обоснованных жалоб заёмщиков в группе банков с клиентской базой более 5 млн кредитов ТБанк занял пятое место, а среди системно значимых — шестое.

### Кобрендовые карты
«Тинькофф Банк» выпускает кобрендовые кредитные и дебетовые карты в партнёрстве с ретейлерами, предоставляя специальные условия для каждой аудитории. Карты для сервиса подбора авиабилетов OneTwoTrip, аукциона eBay, магазина Lamoda, торговой площадки AliExpress, компании Google и автопроизводителя Mitsubishi, карта All Games доступны как в кредитном исполнении, так и в дебетовом варианте. Карта «Связной-Клуб — Тинькофф» эмитируется только как дебетовая, а карты Tele2, «Рандеву», «AFIMALL City», а также карта для геймеров Tinkoff Kanobu и карта, совмещённая с программой лояльности «Малина», выпускаются только как кредитные карты.

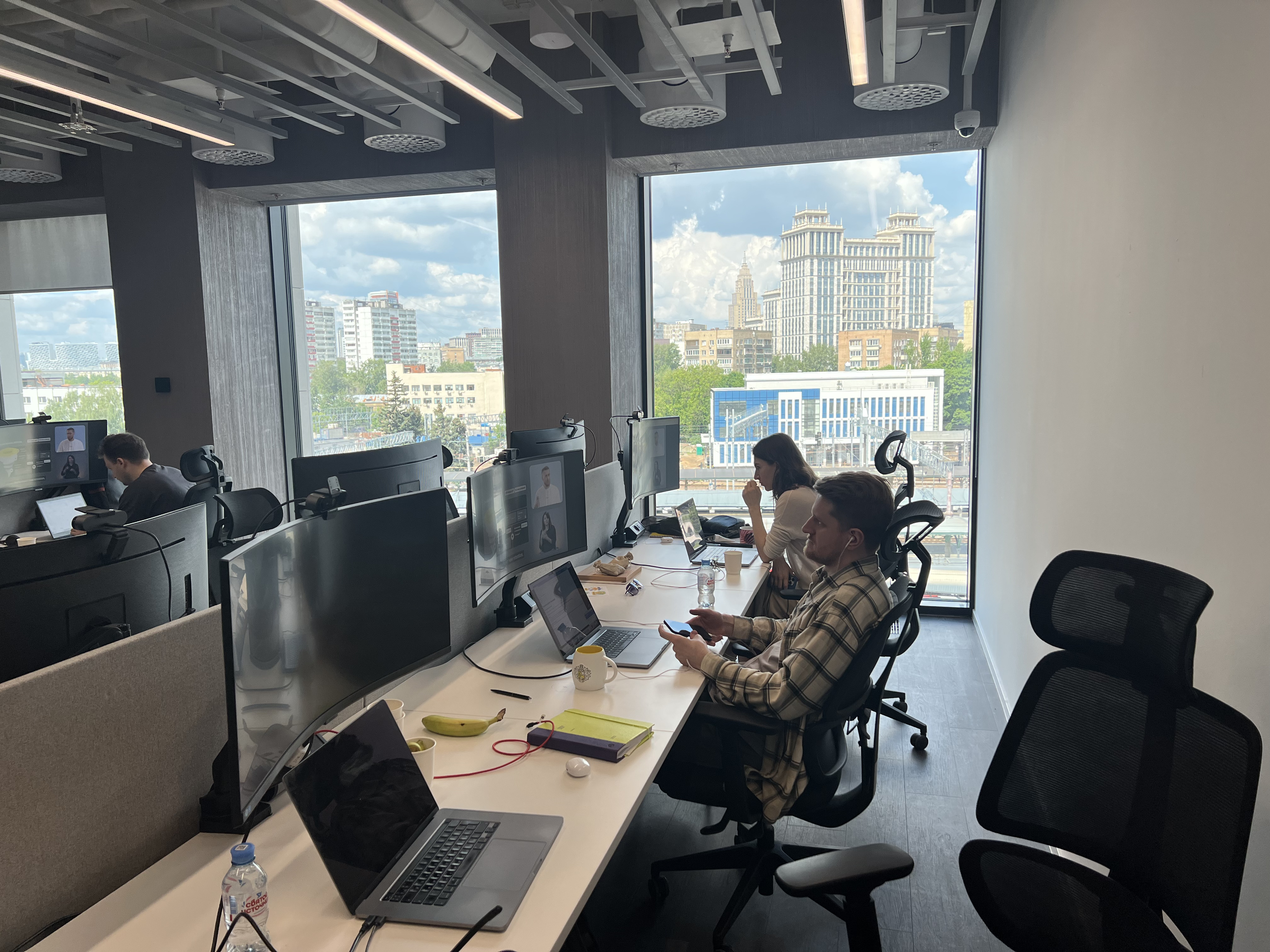
Вид из окна в офисе на Белорусской

Также выпускались карты некоторых YouTube-каналов, по которым предоставлялись различные бонусы при покупке определённых товаров и услуг.
Ранее банк выпускал кобрендовую карту с социальной сетью «Одноклассники», а также был эмитентом пластиковых карт Денег@Mail.ru. Банк также выступал эмитентом карт для «Яндекс. Денег» с 2012 года по февраль 2016, выпустив больше 400 тысяч пластиковых и около 10 миллионов виртуальных карт.
Вместе с компанией i-Free, для которой беспроводные технологии являются приоритетным направлением, банк выпустил NFC-кошелёк для смартфонов, работающий с хранящейся в облаке виртуальной картой Mobile MasterCard PayPass «Тинькофф Банка».

## Услуги и сервисы для бизнеса
В конце 2014 года банк внедрил зарплатные проекты для юридических лиц, в мае 2015 — интернет-эквайринг, а осенью 2015 начал принимать заявки от юридических лиц и индивидуальных предпринимателей на открытие расчётных счетов и подключение к сервису расчётно-кассового обслуживания.
Среди технических решений для партнёров банка:
Банк для предпринимателей
Банк предлагает предпринимателям расчётно-кассовое обслуживание с двумя тарифами и начислением процентов на остаток на счёте. Внутри интернет-банка реализована интеграция с базой «1С» и онлайн-бухгалтерией «Моё дело». Анонсированы функция проверки контрагентов, а также интеграция с сервисами «Контур. Эльба» и «Контур. Бухгалтерия» компании СКБ Контур.
КупиВкредит
В 2012 году банк запустил службу кредитования интернет-покупок «КупиВкредит». API сервиса предоставляет возможность формирования заявки на кредит для покупки товаров в интернет-магазинах со страницы магазина. Сервис представлен в виде исходного кода и готовых модулей для некоторых систем управления контентом, в том числе Битрикса и UMI.CMS. В сентябре 2015 онлайн-кредитование появилось в магазинах, подключивших «Яндекс. Кассу».
Т-Банк Таргет
Работающая с марта 2013 года система «Тинькофф Таргет» отслеживает географию использования карт и покупок по ним для предоставления клиентам банка полезных специальных предложений от партнёров «Тинькофф Банка».
Интернет-эквайринг
В мае 2015 года банк запустил интернет-эквайринг для интернет-магазинов своих партнёров. Поддерживаются регулярные платежи, привязка карт, платёжная форма с логотипом компании, доступна интеграция с веб-приложениями на базе 1С-Битрикс, OpenCart, MODX, NetCat, UMI.CMS, Amiro.CMS.
Сервис для переписки с ФНС
В марте 2019 года Тинькофф Бизнес запускает сервис для общения с Федеральной налоговой службой. Индивидуальные предприниматели и представители юридических лиц теперь могут прямо в личном кабинете на сайте Tinkoff.ru не только получать письма от ФНС, но и переписываться с налоговой.
Т-Мобайл
13 декабря 2017 года был запущен виртуальный оператор мобильной связи «Тинькофф Мобайл», работающий на сетях Tele2 Россия.
Т-Bank eCommerce
В октябре 2021 года создано направление «Тинькофф e-commerce» в рамках проекта «Тинькофф бизнес» для сотрудничества с компаниями по электронной торговле. Руководителем e-commerce в «Тинькофф» стал Илья Кретов, экс-гендиректор eBay в России.
Т-Капитал
В октябре 2021 года ЦБ РФ выдал входящей в «Тинькофф банк» УК «Тинькофф Капитал» лицензию на управление ценными бумагами. С момента регистрации в июне 2019 года, УК «Тинькофф Капитал» имеет лицензии на управление инвестфондами, негосударственными пенсионными фондами, а также паевыми инвестиционными фондами. По состоянию на октябрь 2021 года, стоимость чистых активов УК составляет 30 млрд рублей. В феврале-марте 2022 года 99 % в капитале управляющей компании были проданы «Тинькофф банком» компании «ТКС», которая, в свою очередь, почти полностью (на 99 %) принадлежит кипрской TCS Group Holding, ещё 1 % «ТКС» находится у самого «Тинькофф банка».
T-Pay

В 2022 году Wildberries ввели обязательное подтверждение профиля с помощью Tinkoff ID для постоплаты

В мае 2022 года был запущен новый способ оплаты покупок онлайн T-Pay. С помощью него пользователи могут оплачивать покупки в интернете без ввода реквизитов карты. Оплата происходит внутри приложения Тинькофф: после нажатия на кнопку T-Pay пользователь подтверждает оплату в приложении Т-Банк.
T-ID
В июле 2022 года банк запустил сервис авторизации в мобильных приложениях Tinkoff ID, который позволяет входить на сайты и в приложения без ввода логина/пароля и регистрации. Его могут использовать как подразделения и службы Тинькофф, так и клиенты партнёров, бизнес которых не связан напрямую с банком.
«Защитим или вернём деньги»
В конце лета 2023 года банк запустил сервис «Защитим или вернём деньги», направленный на защиту от телефонного мошенничества. Сервис использует как внутрибанковские протоколы, так и технические возможности мобильного оператора «Тинькофф Мобайл». Клиенту предоставляется четырёхуровневая защита: определитель номера, защита звонков с сим-картой «Тинькофф Мобайл», защита операций выше определённой суммы и блокировка подозрительных транзакций. Заявляется, что эти меры позволяют выявить телефонное мошенничество с вероятностью более 99 процентов.

#### Т-Страхование

Tinkoff ID используется для авторизации на официальном портале Мэра и Правительства Москвы (mos.ru)

Банк впервые предложил страховые услуги в 2012 году в партнёрстве с «Ренессанс Страхование». Оценив потенциал направления, в 2013 году банк приобрёл принадлежащую «АльфаСтрахованию» и не ведущую деятельности страховую компанию «Москва». В декабре 2013 года она была переименована в «Тинькофф Онлайн Страхование», а в начале 2015 года переименована в «Тинькофф Страхование».
С февраля 2014 компания предоставляет услуги прямого страхования. «Тинькофф Страхование» продает полисы и урегулирует убытки дистанционно, без использования офисов и привлечения агентов.
В феврале 2016 компания «Тинькофф Страхование» получила премию «Банк года» за победу в «Народном рейтинге страховых компаний» портала Банки.ру.

#### Кошелёк
Кошелёк — это приложение-агрегатор банковских карт, карт лояльности и купонов. По собственным данным, количество оцифрованных карт превысило 300 млн, а количество пользователей приложения — более 20 млн. 29 апреля 2021 его купил Тинькофф. В сервис «Кошелёк» Тинькофф добавит финансовые инструменты для пользователей — сервис «Долями», разные виды кэшбека, программы «Тинькофф Таргет» и другие.

#### «Т-Лизинг»
В апреле 2023 года зарегистрирована компания «Т-Лизинг», которую возглавил бывший генеральный директор лизинговой компании «Европлан» Александр Михайлов.
В марте 2024 была представлена «безофисная» лизинговая платформа, позволяющая оформить за сутки автомобиль в лизинг с авансом от 0 % на срок до 5 лет.
Т-Лизинг отметили дипломом «За стремительный рост в автолизинге» (декабрь 2024 года, форум «Лизинг в России — 2024»).

## Технологические разработки

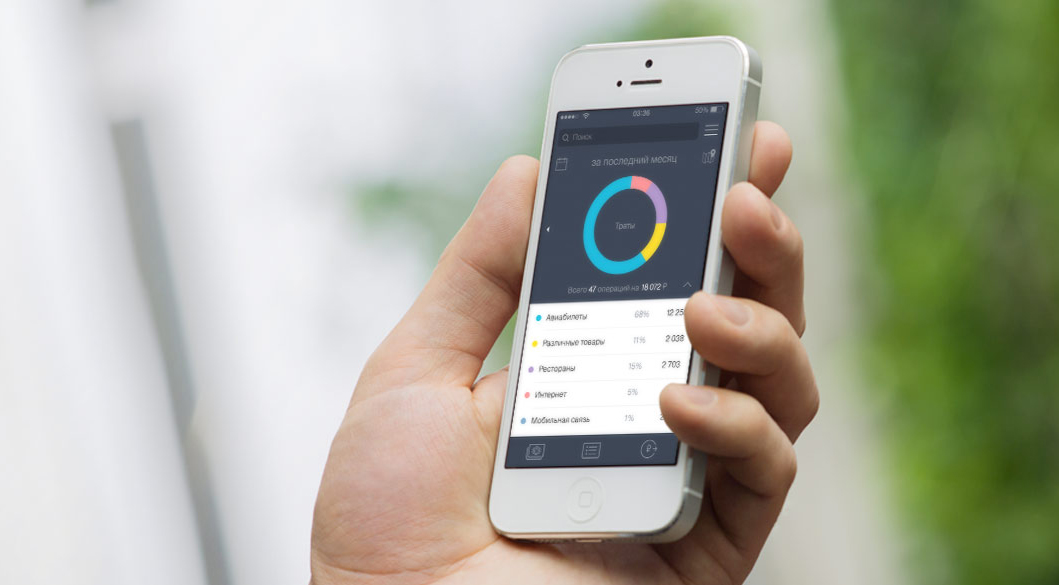
Отчёт по тратам в мобильном приложении банка

Большую часть программных систем банк разрабатывает самостоятельно. Из 400 человек, находящихся в центральном офисе, больше половины составляют аналитики, разработчики и IT-специалисты.

### Интернет-банк и мобильные приложения
В июле 2016 аналитическое агентство Markswebb Rank & Report в своём ежегодном рейтинге мобильных банков второй год подряд поставило на первое место приложения банка «Тинькофф Банк» для платформ iOS и Android. При этом приложение банка для iPhone возглавляет рейтинг четыре года подряд. Банк также лидировал три года (2013—2015) в аналогичном рейтинге компании Deloitte для платформы iOS.
В рейтинге интернет-банков от Markswebb Rank & Report «Тинькофф Банк» занимал первое место в 2014, 2015, 2019 и 2020 годах.

### Моноприложения
Банк с 2013 года разрабатывает специализированные приложения, которые решают узкий круг задач и которыми могут пользоваться не только клиенты банка. Первым приложением в линейке стал мобильный кошелёк для смартфонов «Тинькофф Мобильный Кошелек» (Tinkoff Wallet), совмещённый с виртуальной предоплаченной картой банка. Пользователю доступны подключение собственных банковских карт и заказ карт «Тинькофф Банка», оплата услуг по существующим шаблонам и формирование собственных платежей. В 2014 году «Тинькофф Мобильный Кошелек» получил премию в области инноваций и достижений финансовой отрасли «Банковская сфера» в номинации «Небанк года».
В ноябре 2014 года банк выпустил моноприложение для денежных переводов с карты на карту любых российских банков «С карты на карту — быстрые переводы денег». В июле 2015 года вышло мобильное приложение для автовладельцев «Штрафы ГИБДД», позволяющее находить и оплачивать штрафы. В том же месяце был представлен мессенджер с функцией мгновенных денежных переводов MoneyTalk: после привязки банковской карты к номеру телефона приложение позволяет переводить средства как другому участнику чата, так и любому абоненту из адресной книги. В ноябре 2015 в дополнение к мессенджеру банк запустил бота для денежных переводов в Telegram, а в феврале 2016 банк выпустил полноценное приложение MoneyTalk Telegram. В апреле 2016 вышло приложение «За границу!» для проверки и оплаты задолженности перед ФНС и ФССП.

## Tinkoff Digital
В 2012 году, заинтересовавшись технологией рекламных аукционов в реальном времени, Олег Тиньков основал компанию Tinkoff Digital для инвестиций в софтверные стартапы и вложил 20 миллионов долларов. В декабре 2012 газета The Moscow Times поставила Tinkoff Digital на пятое место в списке значимых российских интернет-компаний года.
В конце 2012 года Tinkoff Digital открыл собственную платформу Data Mind, объединяющую различные модели покупки трафика в разных рекламных сетях в режиме аукциона. Инвестиции в проект составили 5 миллионов долларов. Уже в середине 2013 Tinkoff Digital стал внутренней лабораторией инноваций: Data Mind ушёл с рынка и переориентировался на обеспечение потребностей банка. Последним проектом Tinkoff Digital как самостоятельной организации стал Madnet, рекламный аукцион рекламных площадок для мобильных устройств, запущенный в марте 2013 года с инвестициями в 3 миллиона долларов. Проект был продан в конце 2014 года рекламной компании CityAds.

## Тинькофф Журнал
В 2014 году банк создал корпоративный блог «Тинькофф Журнал», со временем ставший полноценным СМИ о финансах. Финансируется из средств группы компаний «Тинькофф». Основные тематики статей: инвестиции, правовая грамотность, бизнес, путешествия и технологии. Главный редактор в 2014—2019 годах — Максим Ильяхов, с 2019 года — Никита Юкович.

## Санкции
25 февраля 2023 года, из-за вторжения России на Украину, «Тинькофф Банк» включён в санкционный список всех стран Евросоюза и Швейцарии, так как сектор, в котором он работает, обеспечивает «существенный доход» российскому государству, «которое несет ответственность за аннексию Крыма и дестабилизацию Украины», а также в связи с его ролью в экономике: банк включён в список системно значимых. Санкции предполагают заморозку активов на территории стран Евросоюза, запрет на сделки с банком, а также отключение от SWIFT.
19 мая 2023 года «Тинькофф Банк» включён в список санкций Великобритании, в пресс-релизе отмечается, что введение санкций против банка «ещё больше изолирует Россию от мировой финансовой системы и подрывает военный потенциал Владимира Путина».
20 июля 2023 года банк попал под блокирующие санкции США, Минфин отмечает, что банк частично принадлежит Владимиру Потанину, ранее попавшему под санкции США. Также, 20 июля 2023 года, банк попал в санкционный список Канады «организаций, связанных с российским военно-промышленным комплексом, включая финансовые и телекоммуникационные компании». 1 марта 2024 года банк попал под санкции Японии.

## Рейтинги
Банк имеет или имел долгосрочные рейтинги ряда рейтинговых агентств:
- Fitch Ratings — «BB-»[254] (отозван в марте 2022 года)[255];
- Moody’s — «B1»[256][257][258] (отозван в марте 2022 года)[255];
- АКРА — в 2017 году присвоена рейтинговая оценка «A(RU)» со стабильным прогнозом. Рейтинг ежегодно подтверждался, в 2023 году был повышен до «A+(RU)», в 2024 — до «AA-(RU)», в 2025 — до «AA(RU)»[259];
- «Эксперт РА» — в 2018 году присвоена рейтинговая оценка «ruA» со стабильным прогнозом. Рейтинг ежегодно подтверждался, в 2023 году был повышен до «ruA+», в 2023 — до «ruAA-». Рейтинг подтверждён на этом уровне в 2024 и 2025 годах. В июне 2025 рейтинг повышен до ruAA[260].

## Холдинговая структура
Группа «Т-Технологии» (ранее —  TCS Group Holding PLC, «ТКС Холдинг») владеет «Т-Банком», компанией «Т-Страхование», мобильным оператором «Т-Мобайл», управляющей компанией «Т-Капитал», брокером «Т-Инвестиции», микрофинансовой организацией «Т-Финанс», сервисами «Т-Бизнес», «Т-Город», «Т-Образование», «Т-ID», «Т-Путешествия», «Т-Pay» и коллекторским агентством «Феникс».
С марта 2021 года пост председателя правления банка занимал Станислав Близнюк (в 2021 году занял третье место в рейтинге высших руководителей в категории «Коммерческие банки» по версии ИД «Коммерсантъ»). Ранее занимавшаяся им должность главы совета директоров перешла к Георгию Чесакову. Бывший председатель правления Оливер Хьюз стал исполнительным директором в совете директоров TCS Group. Генеральный директор «Тинькофф Страхование» — Иван Мироненко.
В январе 2022 года TCS Group купила у венчурной компании Digital Horizon контроль над швейцарским криптовалютным сервисом Aximetria.
В марте 2022 года из совета директоров TCS Group ушли Оливер Хьюз, Павел Федоров и Мария Гордон. В мае пост главы совета директоров покинул Георгий Чесаков.
С марта 2023 года совет директоров группы возглавляет экс-глава Mastercard в России Алексей Малиновский.
15 января 2024 года акционеры TCS Group на годовом собрании утвердили решение о смене регистрации юрлица (редомициляции) головной структуры группы с Кипра на Россию — в специальном административном районе на о. Русский. 26 февраля группа зарегистрировалась в САР под названием Международная компания Публичное акционерное общество (МКПАО) «ТКС Холдинг». С 21 июня 2024 года акции «ТКС Холдинг» включаются в базу расчёта индекса голубых фишек Московской биржи.
В ноябре 2024 года «ТКС Холдинг» сменил название на «Т-Технологии».

### Собственники
По данным на 2 июля 2019 года, помимо Олега Тинькова, владеющего 40,4 % холдинговой компании, в число ключевых собственников входят Altruco Trustees Limited, представляющая интересы менеджмента банка (6,5 %). Доля в 53,1 % акций находится в свободном обращении на Лондонской бирже (в форме GDR). Со времени IPO осенью 2013 года Олег Тиньков приобрёл 3 миллиона депозитарных расписок с биржи, что составляет 1,64 % выпущенных банком акций. Также банк перед IPO распределил 3 % акций среди семи ключевых сотрудников, в марте 2016 года выкупил с биржи и распределил ещё 4 % акций среди 50 человек. Были озвучены планы расширить программу поощрения до ста сотрудников.
В сентябре 2020 года была достигнута предварительная договоренность о продаже TCS Group интернет-компании «Яндекс» за 5,5 млрд $. Однако уже 16 октября 2020 года эта договорённость была расторгнута.
В начале 2021 года появилась информация о том, что Олег Тиньков снизил свою долю в TCS Group Holding с 84 % до 35 %.
28 апреля 2022 года стало известно, что группа «Интеррос» приобретает 35 % акций TCS Group Holding у семейного траста Олега Тинькова. Ранее Тиньков и его семья владели 35 % TCS через швейцарский траст Rigi и были её крупнейшими акционерами, 6,5 % акций принадлежали менеджменту компании, остальное было в свободном обращении на бирже. Эта сделка полностью выводит из бизнеса основателя компании, а менеджмент группы «Тинькофф» уже сообщил о предстоящим ребрендинге, так как компания «переросла смысл „именного“ бренда и откажется от него».
В августе 2024 года «Интеррос» довел долю в «ТКС Холдинге», контролирующем Т-Банк, до 41,5 %.

## Судебные иски

### Договор с Дмитрием Агарковым
В 2008 году банк массово рассылал по почте предложения выпустить кредитную карту. Житель Воронежа Дмитрий Агарков внёс изменения в подготовленное банком соглашение, прописав безлимитный и беспроцентный кредит для себя и штрафные санкции для банка за изменение или расторжение договора. Не заметив подмены, банк визировал документ и позднее столкнулся с обоснованным (в соответствии с подписанным сторонами документом) нежеланием клиента выплачивать проценты по кредиту. В 2010 году банк разорвал договор с Агарковым и инициировал судебное разбирательство, но суд встал на сторону ответчика. В 2013 году после нескольких лет судебных препирательств конфликт был урегулирован: стороны отказались от взаимных исковых требований, а банк выпустил для Агаркова дебетовую карту.

### Одностороннее снижение ставки
В июне 2015 года петербургское управление Федеральной антимонопольной службы возбудило в отношении банка дело о нарушении закона о защите конкуренции за одностороннее изменение условий ранее заключённых договоров вклада «Смарт-вклад», по которым банк снизил ставку по дополнительным взносам с 16—18 % до 13 % годовых по вкладам, открытым с 24 декабря 2014 года по 30 апреля 2015 года. Центральный аппарат ФАС 26 октября признал банк «нарушившим антимонопольное законодательство при изменении ставок по вкладам в одностороннем порядке» и вручил предписание компенсировать потери всем клиентам. 1 июня 2016 года Арбитражный суд Москвы отклонил апелляцию банка, оставив в силе решение ФАС. Также в августе 2015 года Общество защиты прав потребителей направило в Хорошевский районный суд Москвы иск о признании действий банка по снижению ставок противоправными, но суд не усмотрел в действиях банка нарушения прав потребителей. Представители банка в комментарии к иску отмечали, что возможность изменения условий пополнения вкладов в одностороннем порядке предусмотрена в договоре. Основаниями для снижения процентной ставки «Тинькофф Банк» назвал динамику рынка, условия вкладов в других крупных банках и рекомендации Банка России по уровню процентных ставок по вкладам физических лиц. 26 июня 2016 года банк согласился выплатить вкладчикам недополученный доход, который оценивается в сумму около 300 млн рублей.

### Иск против блогеров
В августе 2017 года банк подал иск о защите деловой репутации против блогеров из Кемерово Михаила Печерского и Алексея Псковитина (YouTube-канал Nemagia) из-за публикации видеоролика про Олега Тинькова. Сам ролик основан на публичных заявлениях и интервью предпринимателя и рассказах о методах работы банка «Тинькофф Банк». По данным «Ведомостей», «никакой эксклюзивной информации в нём нет, но ведущие намеренно выставляют Тинькова в негативном свете и открыто насмехаются над предпринимателем» (например, утверждения о лести владельцу Альфа-банка Михаилу Фридману, занятие сомнительным бизнесом, плохое отношение к сотрудникам, вранье и хамство и т. д.). Представитель банка объяснил иск тем, что блогеры оскорбили жену основателя и «полили грязью 6 млн его клиентов и 15 000 сотрудников по всей России».
В сентябре суд до рассмотрения иска по существу распорядился заблокировать доступ к ролику на YouTube и запретил Печерскому и Псковитину «совершать какие-либо действия по распространению» видео. 9 октября 2017 года Центральный районный суд Кемерова принял отказ банка от иска и прекратил производство по делу.

### Ошибки валютных котировок
В феврале и марте 2022 года как минимум в течение трёх дней в банке были выставлены курсы иностранных валют, не соответствующие рыночным котировкам. Это позволяло совершать цепочку сделок, которые обеспечивали немедленную прибыль. Например, 10 марта цена евро вместо 133 рублей была установлена в 123 рубля. Один из клиентов банка провёл «по кругу» 48 цепочек сделок (евро за доллары, фунты стерлингов за евро, обратно доллары за фунты стерлингов), каждая из которых приносила 3 % дохода. Общая прибыль составила 10,7 тысячи долларов (1,29 миллиона рублей).
По некоторым данным, на курсовых ошибках сумели обогатиться более двухсот человек. В банке сочли такие действия клиентов недобросовестными и полученную ими прибыль списали в доход банка. Это привело к нескольким обращениям в суды. В Дзержинском районном суде Перми суд решил, что клиент банка не нарушил никаких правил и постановил вернуть ему списанные 1,29 миллиона рублей, а также оплатить моральный ущерб. Кроме того, банк был оштрафован. Аналогичное решение по другому иску принял 17 августа Чертановский районный суд Москвы. Он также постановил вернуть клиенту деньги и выплатить компенсацию морального вреда. Один из таких исков после апелляций и кассаций в 2024 году дошел до Верховного суда.

## Спонсорство
«Тинькофф Банк» неоднократно оказывал финансовую поддержку спортивным и культурным мероприятиям:
- В 2012—2013 годах являлся титульным спонсором датской велосипедной команды Riis Cycling, участницы Тур де Франс[286].
- В 2018 году стал спонсором концерта Depeche Mode в Москве[287], спонсирует Высшую и премьер-лигу КВН[288].
- В сезонах 2020—2021 и 2021—2022 был титульным спонсором Российской премьер-лиги по футболу[289][290].
- С сезона 2023—2024 стал генеральным партнёром Континентальной Хоккейной Лиги[291][292]